# Tremisse

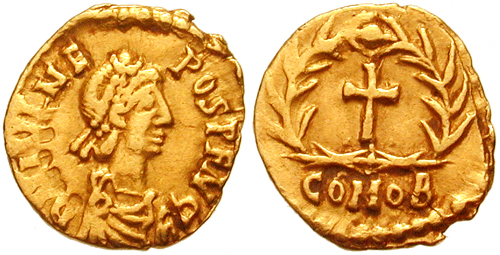
Tremisse do imperador Júlio Nepos r.

Tremisse (em grego: Τρεμίσσης; romaniz.: tremissis; em latim: tremis) foi uma moeda do Império Romano Tardio, equivalente a ⅓ de um soldo, introduzida nos anos 380 pelo imperador Teodósio (r. 378–395). Permaneceu como uma das principais denominações do Império Bizantino até o reinado do imperador Leão III, o Isauro (r. 717–741).
Dos anos 740 em diante foi raramente emitida no Oriente, sendo que os poucos exemplares eram associados a objetivos cerimoniais. Nenhum tremisse é conhecido após o reinado de Basílio I, o Macedônio (r. 867–886). Na Itália e Sicília, o tremisse manteve-se em circulação até o fim do domínio bizantino com o cerco de Siracusa.